# Демба Туре
Демба Туре (фр. Demba Touré, нар. 31 грудня 1984, Дакар) — сенегальський футболіст, нападник мальтійського клубу «Наксар Лайонз».
Насамперед відомий виступами за «Грассгоппер», а також національну збірну Сенегалу.

## Клубна кар'єра
У дорослому футболі дебютував 2002 року виступами за «Олімпік» (Ліон), проте більшість часу грав за дублюючу команду.
Своєю грою привернув увагу представників тренерського штабу «Грассгоппера», до складу якого приєднався 2004 року. Відіграв за команду з Цюриха наступні три сезони своєї ігрової кар'єри. Більшість часу, проведеного у складі «Грассгоппера», був основним гравцем атакувальної ланки команди.
У квітні 2007 року перейшов на правах оренди до кінця сезону в «Динамо» (Київ), з яким відразу став чемпіоном країни. Проте, викупати контракт гравця кияни не стали і влітку 2007 року Демба повернувся до «Грассгоппера», провівши у складі команди ще півтора сезони.
Протягом 2009—2010 років захищав кольори «Реймса».
Згодом недовго виступав за туніський «ЕС Сетіф» та румунську «Астру» (Плоєшті).
До складу оманського клубу «Аль-Оруба» приєднався в січні 2012 року на правах вільного агента, за який відіграв за 13 матчів в національному чемпіонаті.
З 2013 року став виступати в мальтійській Прем'єр-лізі, де грав за клуби «Валетта», «Біркіркара», «Тарксьєн Ренйбоуз» та «Наксар Лайонз».

## Виступи за збірну
2007 року дебютував в офіційних матчах у складі національної збірної Сенегалу. Всього того року провів у формі головної команди країни 5 матчів, забивши 3 голи, після чого до збірної більше не запрошувався.

## Досягнення
- Чемпіон Франції: 2002/03
- Чемпіон України: 2006/07
- Володар Кубка України: 2006/07
- Володар Суперкубка Мальти: 2013